# Wallis og Futuna
Wallis og Futuna (fransk Collectivité des Îles Wallis-et-Futuna) er et fransk oversøisk territorium (fr. collectivité d'outre-mer eller COM) i det sydlige Stillehav mellem Fiji og Samoa. Territoriet består af de tre tropiske vulkanøer Wallis (Uvea), Futuna og Alofi.

## Historie
Øerne er engang i forhistorisk tid blevet befolket af polynesiske folk fra Tonga-øerne, der oprettede de tre kongedømmer Uvea (på Wallis Island), Sigave (på Futuna) og Alo (på Alofi og Futuna).
Den første europæiske kontakt med øerne hændte i maj 1616, da hollænderne Jacob Le Maire og Willem Cornelisz Schouten "opdagede" Wallis Island, men franskmændene var de første europæere, der bosatte sig på øerne. De første franske missionærer ankom i 1837 og havde held med at omvende de indfødte til katolicismen. I 1842 udbad de sig Frankrigs beskyttelse, efter en del af lokalbefolkningen havde gjort oprør, og i 1887 underskrev dronningen af Uvea en traktat, der etablerede øen som et fransk protektorat. Det samme gjorde kongerne over Sigave og Alo i 1888. Øerne blev underlagt den franske koloni Ny Caledonien. I 1959 stemte befolkningen for status som et fransk oversøisk område, hvilket blev området til del i 1961, hvorved dets underordningsforhold til Ny Caledonien ophørte. Øerne regeres formelt set stadig af tre konger.
Wallis er opkaldt efter den britiske opdagelsesrejsende Samuel Wallis.

## Geografi
Wallis og Futuna er en gruppe tropiske vulkanøer i det sydlige Stillehav, beliggende ca. to tredjedele af vejen mellem Hawaii og New Zealand. De eksakte koordinater er 13°18′S 176°12′W.
Territoriet består af de to store øer, Wallis og Futuna og den nu ubeboede ø Alofi (efter sigende blev befolkningen spist af kannibaler fra Futuna ved et enkelt krigstogt i det 18. århundrede). Dertil kommer en række ubeboede småøer. I alt dækker territoriet 274 km² med en kystlinje på 129 km. Mont Singavi (på Futuna) er med sine 765 m det højeste sted på øerne.
I senere tid er øerne især præget af afskovning som følge af, at træ er områdets primære energikilde. Dette udgør et seriøst problem, da det efterlader det bjergrige område i stor fare for bunderosion og energimangel.

## Økonomi
Øernes økonomi er næsten udelukkende baseret på det traditionelle landbrug. Således arbejder ca. 80% af befolkningen med dyrkning af kokosnødder og grøntsager, svineavl og fiskeri. Ca. 4% af befolkningen er ansat i det offentlige.
En betydelig pengesum kommer fra franske subsidier og fra at udleje fiskerirettigheder til Japan og Sydkorea.

## Demografi
Ifølge en folketælling i 2003 var territoriets samlede befolkning 14.944, hvoraf 67,4% boede på Wallis og de resterende 32,6% på Futuna. Langt størstedelen er af polynesisk afstamning; dertil findes et fransk mindretal. Mere end 16.000 wallisianere og futunianere bor som udlændinge i Ny Caledonien. Langt størstedelen af befolkningen er romersk-katolsk. De fleste taler både fransk og de indfødte wallisianske/futunianske sprog, omend kun et mindretal på ca. 10% har fransk som modersmål. Ca. halvdelen af befolkningen (mænd, såvel som kvinder) over 15 kan læse og skrive.